# X (manga)
X (X?) è un manga scritto e disegnato dal gruppo di autrici CLAMP a partire dal 1992.
È noto per essere considerato il primo esempio di fumetto giapponese in cui si abbattono volontariamente le barriere che separano i target shōnen e shōjo. Il manga presenta infatti un bilanciamento delle due tipologie: caratteristiche tipiche dei fumetti a target maschile come il genere fantasy, i combattimenti, il cast ampio, i poteri sovrannaturali e il fanservice si sposano con caratteristiche tipiche dei fumetti a target femminile come lo stile grafico estetizzante, le svolte narrative basate sulle motivazioni interiori dei personaggi, l'approfondimento psicologico e relazionale e gli elementi romantici. Nonostante ciò, per via della pubblicazione sulla rivista Asuka dedicata al pubblico femminile, X viene generalmente categorizzato come shōjo.
Il fumetto ha una travagliata vita editoriale: in Giappone la pubblicazione a cura dalla casa editrice Kadokawa Shoten è stata sospesa a tempo indeterminato in seguito a svariate vicende di cronaca collaterali al fumetto, fra cui i delitti del serial killer Sakakibara. In Italia X è stato pubblicato tre volte in tre edizioni molto differtenti: i diritti dell'opera furono comprati prima dalla Jade - Ediperiodici (che stampò il fumetto in formato editoriale più stretto rispetto all'originale tagliando i bordi delle tavole), successivamente da Planet Manga, e infine dalla casa editrice J-Pop in un'edizione molto fedele all'originale nella traduzione e nella veste grafica.
Dal manga sono stati tratti un film d'animazione, un OAV, una serie anime e due videogiochi. È noto nella sottocultura otaku anche con il titolo X/1999 usato per la pubblicazione statunitense.

## Sviluppo
A differenza della maggior parte della produzione fumettistica episodica del resto del mondo, un manga è solitamente realizzato da un singolo autore o gruppo di autori dall'inizio alla fine della sua pubblicazione, il che consente di organizzare una trama complessiva in un numero di volumi generalmente molto contenuto. Questo è accaduto anche per X, organizzato a priori dalle CLAMP in 22 volumi, di cui 21 di fumetto e uno di illustrazioni. Tutti i volumi sono abbinati alle 22 carte degli Arcani maggiori dei tarocchi, incluso il volume di illustrazioni abbinato alla carta 0 - Il Matto che è quindi considerato a tutti gli effetti parte dell'opera.

### Interruzione
La serie è stata interrotta nel 2003, dopo la pubblicazione dei primi 18 volumi e cinque capitoli del fumetto e del primo tomo del volume di illustrazioni. Ciò è dovuto alla decisione della casa editrice Kadokawa Shoten di non pubblicare il finale dell'opera, considerato troppo violento o comunque inadatto alla pubblicazione e al target della rivista di fumetti fantasy Asuka, su cui X viene serializzato e rivolto principalmente al pubblico adolescenziale femminile. Gli ultimi cinque capitoli del fumetto pubblicati finora sono apparsi solo sulla rivista Asuka e non sono ancora stati raccolti in volume, perché ognuno comprende otto capitoli.
La diatriba fra le CLAMP e la Kadokawa Shoten ha dei precedenti. Il fumetto del 1989 RG Veda presentava scene cruente di omicidi e cannibalismo, ma non subì problemi editoriali poiché la fascia di pubblico e la tiratura della rivista Wings su cui veniva serializzato consentivano questi tipo di rappresentazioni. Una situazione simile a quella di X si verificò invece con il fumetto del 1996 Wish, anch'esso pubblicato su Asuka, dove la casa editrice chiese e ottenne di cambiare il finale ritenuto inadatto ai giovani lettori; nel caso di X però le autrici e la casa editrice non hanno trovato un compromesso accettabile per entrambe le parti.
L'atteggiamento della Kadokawa è probabilmente dovuto a diverse ragioni. Nel 1997 a casa di Sakakibara Seito, considerato il più efferato serial killer nella storia del Giappone moderno, venne trovata l'intera serie dei tankōbon di X; il fatto che l'assassino avesse solo 14 anni segnò profondamente l'opinione pubblica e le sue letture vennero quindi additate come travianti e responsabili in parte delle sue azioni. Successivamente, il Giappone venne colpito da alcune catastrofi naturali quali terremoti e tsunami, che spinsero molti lettori a scrivere lettere alle CLAMP nelle quali manifestavano disagio nel leggere X poiché alcune scene di distruzione nel manga rispecchiavano fatti realmente accaduti. Le autrici, in accordo con la casa editrice Kadokawa, decisero pertanto di sospendere il manga a tempo indeterminato.

## Trama
L'opera è organizzata in due parti: i primi dieci volumi si occupano della preparazione alla trama vera e propria, introducendo i molti personaggi e descrivendo tutto ciò che c'è da sapere per andare poi avanti nella storia. I 10 volumi successivi (ma per ora ne sono usciti solo 8 seguiti da 5 capitoli non ancora raccolti in tankōbon) sono invece la cronaca della battaglia vera e propria.
Kamui Shiro è un ragazzo di sedici anni e torna a Tokyo dopo una lunga assenza durata sei anni; la madre è morta in un incendio e fra le fiamme lo ha scongiurato di recarsi nella capitale perché lì si compirà il suo destino. E così infatti è, visto che ad aspettarlo ci sono due profetesse sorelle, Hinoto e Kanoe, che lo identificano come l'ago della bilancia per la battaglia finale fra due schiere di combattenti dotati di poteri ESP chiamati Draghi del Cielo (o Sigilli) e Draghi della Terra (o Angeli). Kamui ritrova inoltre a Tokyo i suoi vecchi amici d'infanzia e compagni di giochi Fuuma e Kotori Mono, che però tratta con scontrosità (poi scopriremo che si comporta così per tenerli alla larga dalle sue pericolose questioni).
Grazie alle due profetesse sorelle, ma in competizione fra loro, Kamui viene a sapere che il futuro (che si compirà nel 1999) può prendere due strade: egli può decidere di stare dalla parte dei Sigilli e salvare l'umanità (ma in questo modo aumenterebbe progressivamente l'inquinamento e la degenerazione dell'ecosistema fino alla morte del pianeta Terra), oppure stare dalla parte degli Angeli ed estinguere il genere umano (ed in questo modo consentire alla Natura ed al pianeta Terra di riprendersi e continuare a sopravvivere).
Il dissidio assilla Kamui (osteggiato continuamente dalle due profetesse in sogno) finché non decide di diventare il capo dei Sigilli in modo da poter proteggere i suoi cari (Fuuma e Kotori) e diventare il capo dei sette Draghi del Cielo. Nel preciso momento in cui Kamui realizza la sua decisione, in Fuuma si risveglia la sua vera (e fino ad allora celata) natura di "doppio" o "stella gemella" di Kamui: Fuuma diventa infatti il capo dei Draghi della Terra. Sarà lui stesso, allora, ad uccidere la sorella Kotori. Kamui, sconvolto dall'evento, capisce che il suo destino è ormai quello di salvatore dell'umanità e decide di tentare di riportare indietro Fuuma.

## Personaggi
Tutti i nomi dei personaggi hanno un preciso significato, collegato con i poteri ESP che essi sono in grado di usare o con il loro carattere.
Kamui Shiro, il protagonista della serie, è un potente ESPer da cui dipende il destino dell'umanità. Non ha mai conosciuto suo padre ed è stato cresciuto da sua madre, Tōru del clam Magami, e quando questa muore in un incendio Kamui torna a Tokyo, la sua città natale. Nella capitale rincontra i suoi amici d'infanzia Kotori e Fuuma Mono, i figli dei custodi del tempio Togakushi, cresciuti dal padre Kyogo dopo la misteriosa morte della madre Saya. L'arrivo di Kamui mette in moto la trama che lega i personaggi collegati con l'Apocalisse, e si formano due schieramenti, i Draghi del Cielo, votati alla salvezza del genere umano a scapito dell'ecosistema, e i Draghi della Terra, votati alla distruzione dell'uomo per salvare la Terra.

## Media

### Manga
Finora sono usciti 18 tankōbon del fumetto sia in Giappone sia in Italia; complessivamente ha venduto 12 milioni di copie. Di seguito la lista dei volumi con il numero, il titolo, il tarocco abbinato col personaggio che ne è protagonista e la data di uscita in Giappone ed in Italia nella seconda edizione edita da Planet Manga. La pubblicazione della Jade non è comparabile perché ogni volume di questa prima edizione italiana conteneva circa 2/3 di volume originale.
In Giappone, tutti i volumi del fumetto sono usciti il giorno 17 del mese, e la copertina di ogni tankōbon è molto semplice: è priva di immagini e, su fondo nero, vi sono riportati il titolo dell'opera (ad occupare quasi tutto lo spazio), il nome delle autrici ed il numero del volume, il tutto di un colore unico che cambia di albo in albo. Il retro mostra invece un'illustrazione di un personaggio.
| Nº | Titolo italiano                                             | Data di prima pubblicazione | Data di prima pubblicazione |
| Nº | Titolo italiano                                             | Giapponese                  | Italiano                    |
| 1  | Kooshi I                                                    | 17 agosto 1992              | maggio 2003                 |
| 1  | Trama Tarocco: Il Mago, personaggio: Kamui Shiro            |                             |                             |
| 2  | Kooshi II                                                   | 17 novembre 1992            | giugno 2003                 |
| 2  | Trama Tarocco: La Papessa, personaggio: Hinoto              |                             |                             |
| 3  | Shichiyoo I                                                 | 17 febbraio 1993            | luglio 2003                 |
| 3  | Trama Tarocco: L'Imperatrice, personaggio: Kanoe            |                             |                             |
| 4  | Shichiyoo II                                                | 17 giugno 1993              | agosto 2003                 |
| 4  | Trama Tarocco: L'Imperatore, personaggio: Kyougo Mono       |                             |                             |
| 5  | Shichiyoo III                                               | 17 novembre 1993            | ottobre 2003                |
| 5  | Trama Tarocco: Il Papa, personaggio: Seiichiro Aoki         |                             |                             |
| 6  | Shichiyoo IV                                                | 17 dicembre 1994            | novembre 2003               |
| 6  | Trama Tarocco: Gli Amanti, personaggio: Kotori Mono         |                             |                             |
| 7  | Shinken I                                                   | 17 ottobre 1995             | gennaio 2004                |
| 7  | Trama Tarocco: Il Carro, personaggio: Sorata Arisugawa      |                             |                             |
| 8  | Shinken II                                                  | 17 giugno 1996              | febbraio 2004               |
| 8  | Trama Tarocco: La Forza, personaggio: Yuzuriha Nekoi        |                             |                             |
| 9  | Kamui                                                       | 17 gennaio 1997             | marzo 2004                  |
| 9  | Trama Tarocco: L'Eremita, personaggio: Satsuki Yatouji      |                             |                             |
| 10 | Yumemi                                                      | 17 settembre 1997           | aprile 2004                 |
| 10 | Trama Tarocco: La Ruota del destino, personaggio: Kakyou    |                             |                             |
| 11 | Kekkai I                                                    | 17 ottobre 1998             | maggio 2004                 |
| 11 | Trama Tarocco: La Giustizia, personaggio: Karen Kasumi      |                             |                             |
| 12 | Kekkai II                                                   | 17 marzo 1999               | giugno 2004                 |
| 12 | Trama Tarocco: L'Appeso, personaggio: Subaru Sumeragi       |                             |                             |
| 13 | Kekkai III                                                  | 17 agosto 1999              | luglio 2004                 |
| 13 | Trama Tarocco: La Morte, personaggio: Seishiro Sakurazuka   |                             |                             |
| 14 | Kekkai IV                                                   | 17 febbraio 2000            | agosto 2004                 |
| 14 | Trama Tarocco: La Temperanza, personaggio: Arashi Kishu     |                             |                             |
| 15 | Kekkai V                                                    | 17 agosto 2000              | settembre 2004              |
| 15 | Trama Tarocco: Il Diavolo, personaggio: Yuuto Kigai         |                             |                             |
| 16 | Kekkai VI                                                   | 17 marzo 2001               | ottobre 2004                |
| 16 | Trama Tarocco: La Torre, personaggio: Tohru e Tokiko Magami |                             |                             |
| 17 | Shuumatsu I                                                 | 17 novembre 2001            | novembre 2004               |
| 17 | Trama Tarocco: La Stella, personaggio: Kusanagi Shiyu       |                             |                             |
| 18 | Shuumatsu II                                                | 17 settembre 2002           | dicembre 2004               |
| 18 | Trama Tarocco: La Luna, personaggio: Nataku                 |                             |                             |

### Anime

#### Lungometraggio cinematografico
Un film d'animazione è stato tratto dal manga, diretto da Rintarō e uscito in Giappone nel 1996. Il film propone una trama semplificata in molti punti, perché alla data di produzione, il manga si trovava solo ai primi volumi. La storia è incentrata sullo scontro finale tra Kamui e Fūma, con il risultato di aver tagliato molti personaggi, o aver dato loro poco spazio sulla pellicola. Il film rimane di fatto conosciuto per le scene di combattimento ben curate, più che per la storia.

#### Serie televisiva

Copertina dell'edizione Dynit

Il 25 agosto 2001 è uscito in DVD un OAV intitolato X: Presagio (エックス - 前兆?, X - Yochō) scritto e diretto da Yoshiaki Kawajiri, concepito come capitolo introduttivo della serie TV. In Italia l'OAV è stato pubblicato dalla Dynit il 4 novembre 2004, insieme al primo DVD della serie televisiva.
Una serie TV anime è stato tratto dal manga, diretto da Yoshiaki Kawajiri e Mokona Apapa e trasmesso in Giappone dal 3 ottobre 2001 al 27 marzo 2002. È preceduta da un episodio introduttivo uscito nell'agosto 2001 sotto forma di OAV.
L'edizione italiana dell'anime è stata distribuita da Dynit in sette DVD pubblicati tra il 4 novembre 2004 e il 18 maggio 2005, il primo dei quali include l'episodio OAV prequel. In seguito l'anime è stato incluso nella prima programmazione della pay TV GXT all'apertura del canale il 1º maggio 2005, per poi essere trasmesso in chiaro su Ka-Boom a partire dal 1º gennaio 2014.
| Nº | Titolo italiano / Titolo inglese Giapponese 「Kanji」 - Rōmaji | In onda          | In onda |
| Nº | Titolo italiano / Titolo inglese Giapponese 「Kanji」 - Rōmaji | Giapponese       |         |
| 0  | Presagio / An Omen 「予兆」 - Yochō                            | 25 agosto 2001   |         |
| 1  | Riunione / A Reunion 「再会」 - Saikai                         | 3 ottobre 2001   |         |
| 2  | Sognare / A Nightmare 「夢見」 - Yumemi                        | 10 ottobre 2001  |         |
| 3  | Promessa / A Pledge 「約束」 - Yakusoku                        | 17 ottobre 2001  |         |
| 4  | Sacrificio / A Sacrifice 「影贄」 - Kagenie                    | 24 ottobre 2001  |         |
| 5  | Destino / A Destiny 「宿命」 - Shukumei                        | 31 ottobre 2001  |         |
| 6  | Koya / Kouya 「高野」 - Kōya                                   | 7 novembre 2001  |         |
| 7  | Cyber / Civer 「電脳」 - Dennō                                 | 14 novembre 2001 |         |
| 8  | Stella gemella / Gemini 「添星」 - Soe hoshi                   | 21 novembre 2001 |         |
| 9  | Yin e Yang / Onmyou 「陰陽」 - Onmyō                           | 28 novembre 2001 |         |
| 10 | Inuki 「犬鬼」 - Inuki                                         | 5 dicembre 2001  |         |
| 11 | Confine / Border 「境界」 - Kyōkai                             | 12 dicembre 2001 |         |
| 12 | Alternativa / Alternative 「選択」 - Sentaku                   | 19 dicembre 2001 |         |
| 13 | Ritorno / Return 「帰還」 - Kikan                              | 9 gennaio 2002   |         |
| 14 | Raduno / Gathering 「集結」 - Shūketsu                         | 16 gennaio 2002  |         |
| 15 | Protezione / Guardian 「守護」 - Shugo                         | 23 gennaio 2002  |         |
| 16 | Il nulla / Slaughter 「虚無」 - Kyomu                          | 30 gennaio 2002  |         |
| 17 | Sofferenza / Wish 「苦悶」 - Kumon                             | 6 febbraio 2002  |         |
| 18 | Nuova vita / Newborn 「新生」 - Shinsei                        | 13 febbraio 2002 |         |
| 19 | Purgatorio / Inferno 「煉獄」 - Rengoku                        | 20 febbraio 2002 |         |
| 20 | Versi d'amore / Ripple 「恋歌」 - Koiuta                       | 27 febbraio 2002 |         |
| 21 | Senza meta / Current 「流浪」 - Rurō                           | 6 marzo 2002     |         |
| 22 | Tradimento / Betrayal 「背信」 - Haishin                       | 13 marzo 2002    |         |
| 23 | Cielo e Terra / Earth 「天地」 - Tenchi                        | 20 marzo 2002    |         |
| 24 | Leggenda / Legend 「伝説」 - Densetsu                          | 27 marzo 2002    |         |

### Radiodrammi
I Character Files (キャラクターファイル?, Kyarakutā Fairu) sono stati distribuiti dal giugno al dicembre 1996 dalla Victor Entertainment. I sette radiodrammi, sceneggiati da Nanase Ōkawa, si concentrano sui pensieri e sulle motivazioni dei singoli Draghi del Cielo e della Terra. I Character Files sono stati doppiati dagli stessi doppiatori del film. Sono stati creati per promuovere la versione cinematografica del manga.

### Videogiochi
X: Unmei no sentaku (X ~運命の選択~?) è uscito per PlayStation il 22 agosto 2002 edito dalla Bandai. Il picchiaduro dotato di una modalità storia, ambientata nella continuità serie televisiva, e una modalità versus, che permette ai giocatori di competere contro l'altro utilizzando qualsiasi dei Draghi del Cielo o Terra. Il gioco non è stato distribuito al di fuori del Giappone e ha due finali differenti.
X: Card of Fate, un videogioco di carte collezionabili per WonderSwan Color uscito il 27 giugno 2002.

## Continuità
I personaggi di due delle serie più importanti delle CLAMP, scritte agli inizi della loro carriera, finiscono per convergere nella trama di X, suggerendo quindi una sorta di continuità temporale e soprattutto l'utilizzo della stessa ambientazione, in cui diverse storie appaiono gli stessi personaggi, utilizzando la tecnica del crossover.
I personaggi protagonisti di Tokyo Babylon, Subaru Sumeragi e Seishirō Sakurazuka (conosciuto come Sakurazukamori), sono rispettivamente un Drago del Cielo e un Drago della Terra. Seguendo le indicazioni del manga, X è ambientato 9 anni dopo le vicende di Tokyo Babylon, e gli stessi personaggi sono mostrati in una versione più adulta.
I protagonisti di Il ladro dalle mille facce, CLAMP Detective, Polizia scolastica Duklyon, il famoso trio composto da Nokoru Imonoyama, Suou Takamura e Akira Ijuin, appare in una versione decisamente più adulta nel nono volume, in cui appare anche l'Istituto CLAMP, come parte fondamentale della storia.

## Riferimenti religiosi
- Nel manga ci sono molti riferimenti all'Apocalisse di San Giovanni Evangelista. Per alcuni versi, X è la trasposizione in fumetto dell'ultimo libro della Bibbia: i 7 Sigilli sono appunto i sigilli del Libro ed i 7 Angeli sono gli angeli che annunciano il Giudizio Universale.
- Nelle illustrazioni compaiono molti simboli religiosi: cristiani, ebraici e shintoisti.
- Il fumetto presenta continui rimandi grafici ai simboli ermetici, esoterici e legati alla Cabala ebraica.